# Studio 2
Treść tego artykułu może nie być zgodna z zasadami neutralnego punktu widzenia.
Dokładniejsze informacje o tym, co należy poprawić, być może znajdują się w dyskusji tego artykułu.
 Po wyeliminowaniu niedoskonałości należy usunąć szablon {{Dopracować}} z tego artykułu.
Studio 2 – cykliczny program Telewizji Polskiej nadawany od 30 listopada 1974 do 26 czerwca 1983, po raz pierwszy wyemitowany 30 listopada 1974 w Programie Drugim, a po pierwszym wydaniu program został przeniesiony w wolne soboty na Program Pierwszy, gdzie tam był emitowany od 4 stycznia 1975 do 7 listopada 1981. Później od 14 listopada 1981 do końca emisji był nadawany w Programie Drugim w każdą sobotę i niedzielę (wcześniej od 17 stycznia 1981 Studio 2 zaczęło być nadawane również w tej stacji, a od 1978 zdarzały się pojedyncze emisje programu, które od 1980 roku zaczęły być coraz częstsze). 
Studio 2 było pierwszym wielogodzinnym blokiem programowym w historii polskiej telewizji. Program był bardzo popularny, głównie ze względu na nowoczesny charakter, prowadzących i prezentowane filmy, materiały i audycje. Program zaczynał się od charakterystycznej czołówki programu (z utworem zespołu SBB „Cięcie”) i trwał do nocy.
Studio 2 przez większość istnienia prowadzili Bożena Walter, Edward Mikołajczyk (pierwsze wydanie Studia 2 prowadził Eugeniusz Pach) i Tomasz Hopfer, którego w 1976 roku zastąpił Tadeusz Sznuk, zaś w 1980 roku z powodu zwiększenia ilości wolnych sobót powrócił do programu, prowadząc go z Edytą Wojtczak. Przez krótki czas (aż do wybuchu stanu wojennego) program był też prowadzony w duecie przez Annę Lubowską i Janusza Wieczorka.

## Historia
Pierwsze wydanie ukazało się na antenie 30 listopada 1974 roku na antenie Dwójki. Założeniem bloku było zastąpienie raz w miesiącu statycznego spikera i regularnej ramówki programem niekonwencjonalnym i prowadzonym na żywo. Pomysł narodził się wraz z wprowadzeniem wolnych sobót (z reguły pierwsza sobota miesiąca). Ciekawostką jest to, że przed emisją pierwszego wydania programu Bożena Walter ze względu na stres wzięła tabletkę uspokajającą i podczas przygotowań zasnęła, jednak ostatecznie udało się jej poprowadzić program bez żadnych przeszkód.
Twórca bloku – Mariusz Walter – zgromadził około 60-osobowy zespół twórców i reporterów, który realizował programy według najwyższych standardów. Z tego zespołu wywodzi się wielu wybitnych reporterów, dokumentalistów, reżyserów i dziennikarzy, którzy – po zdobyciu zawodowych szlifów w Studiu 2 – na wiele następnych lat stali się filarami Telewizji Polskiej. Ze Studiem 2 współpracowali również m.in. Ireneusz Engler, Eugeniusz Pach, Halszka Wasilewska, Krystian Przysiecki, Bogusław Kaczyński, Tamara Sołoniewicz, Maciej Szumowski, Magda Umer, Wojciech Mann, Wanda Konarzewska, Andrzej Kurek, Zdzisław Kamiński, Dariusz Baliszewski, Wojciech Pijanowski, Jan Ciszewski, Andrzej Wasylewski, Aleksander Żyzny, Maciej Wierzyński i Stefan Truszczyński.
Studio 2 dzięki nie tylko wysokiej jakości programom, ale także dobranemu zespołowi wzajemnie uzupełniających się prezenterów, scenografii, promocji dobrych obyczajów i aktywnego życia stało się przez kilka lat najbardziej oczekiwanym programem Telewizji Polskiej.
Studio 2 prezentowało oryginalne własne programy publicystyczne, kulturalne i rozrywkowe, pojawiające się w różnych okresach i nadawane ze zmienną częstotliwością (czasem też niektóre programy z Studia 2 były nadawane nie tylko w wolne soboty lub nawet zdarzało się że programy wchodzące w skład Studia 2 nadawano w sąsiednim Studio 8)– w tym takie programy i audycje cykliczne jak:
- Spotkanie z Aleksandrem Bardinim – rodzaj castingu, a przede wszystkim dowcipna lekcja kultury z Aleksandrem Bardinim dla młodych aktorów, adeptów dziennikarstwa i piosenkarzy amatorów,
- Właśnie leci kabarecik – cykl rozrywkowy Olgi Lipińskiej prowadzony przez Piotra Fronczewskiego, którego gwiazdami były siostry Sisters, czyli Krystyna Sienkiewicz i Barbara Wrzesińska oraz Wojciech Pokora i Jan Kobuszewski,
- Wszystko za wszystko – żywe widowisko publicystyczne Edwarda Mikołajczyka promujące przedsiębiorczość menedżerów gospodarki socjalistycznej lub też dorobek znanych osób,
- Muzyka i dobre obyczaje – program propagujący zasady savoir-vivre'u,
- Klub Alfa – program sensacyjno-naukowy Wandy Konarzewskiej o tematyce związanej ze zjawiskami paranormalnymi (UFO, duchy itp.),
- Wielobój gwiazd – realizowane przy udziale wielotysięcznej publiczności widowiska sportowo-rozrywkowe z udziałem gwiazd sportu i estrady (odbywały się m.in. w katowickim Spodku), zdarzało się też organizować „Wieloboje” dla górników lub na temat Fiata 126p,
- Gdzie diabeł nie może – reportaże Urszuli Michałowskiej z trudno dostępnych miejsc lub dotyczące ekstremalnych wyczynów,
- Poradnik dobrych obyczajów – program Marka Markiewicza na temat dobrych manier,
- Zatrzymane w kadrze „Fono–foto” – program Ryszarda Wójcika o historii i fotografiach,
- Lekcja języka polskiego – program prowadzony przez doc. Walerego Pisarka,
- Świadkowie – program publicystyczny, w którym po upływie kilkudziesięciu lat odnajdowali się świadkowie i uczestnicy dawnych dramatycznych wydarzeń (np. osoba uratowana i rodzina, która ją uratowała w czasie wojny itp.),
- Urodzeni w 1900 – program Bożeny Walter przedstawiający nietuzinkowe sylwetki i koleje życia ludzi urodzonych na początku stulecia,
- Progi i bariery – widowisko publicystyczne promujące młodych, interesujących ludzi u progu kariery, którym telewizyjne wsparcie otwierało nowe szanse realizowania swoich pomysłów i ambicji,
- Teleturniej „Kolekcjonerzy” – licytacja na wiedzę o swoich zbiorach pasjonatów różnych dziedzin (np. filatelistów, pasjonatów samolotów bojowych, zbieraczy aparatów telefonicznych itp.),
- Teleturniej „Kto z nim wygra?” – pojedynek amatorów zainteresowanych daną dziedziną z niekwestionowanym autorytetem w tej dziedzinie (np. z Tomaszem Hopferem o sporcie, czy z Janem Weberem o operze, lub też z Wacławem Królem o lotnictwie),
- Wobec prawa – dyskusje adwokata Tadeusza de Viriona i prokuratora Edwarda Saneckiego o sprawach karnych i konsekwencjach różnych wykroczeń,
- Korespondent TV ZSRR przedstawia – stała rubryka korespondenta radzieckiego w Warszawie, prezentującego atrakcyjne materiały reporterskie z ZSRR (np. relacja z wytwórni filmów animowanych Sojuzmultfilm, gdzie powstawał serial animowany „Wilk i Zając” itp.),

Studio 2 organizowało zakrojone na szeroką skalę akcje typu „Zanim zapalisz – zadzwoń”, „Muzykujące rodziny”, „Bądź życzliwy”, „Częściej się śmiejmy” „Serce masz jedno”, „Czas dla rodziny”, „Na mnie możesz liczyć” i inne.
Studio 2 realizowało także recitale większych i mniejszych zespołów i piosenkarzy z różnych stron świata. Najsłynniejszym wydarzeniem był występ zespołu ABBA 13 listopada 1976, jedno z największych przedsięwzięć rozrywkowych Telewizji Polskiej. Zespół przyleciał do Polski specjalnym samolotem wynajętym przez Studio 2, na pokładzie którego odbyła się rozmowa z piosenkarzami, a potem zrealizowano w studiu program muzyczny w reżyserii Tomasza Dembińskiego. Zrealizowano także programy z udziałem innych popularnych wówczas wykonawców zagranicznych – zespołu The Manhattan Transfer (1977), zespołu 10cc (1979), Eruption (1979), Africa Simone’a (1978), Suzi Quatro (1979), zespołu Pussycat oraz czołowej gwiazdy piosenki z ZSRR Ałły Pugaczowej (1976, 1978), holenderski Earth & Fire (1978) 
Inną charakterystyczną cechą Studia 2 – oprócz produkcji własnych – były stosunkowo liczne programy, filmy i seriale zagraniczne. W „Studiu 2” nadawano brytyjski program rozrywkowy Muppet Show (od 21 lipca 1979 do 23 maja 1982), serial science-fiction Kosmos 1999 (od 8 stycznia 1977 do 8 września 1979) zastąpiony później serialem Najeźdźcy z kosmosu, a potem Planetą małp, zachodnie seriale kryminalne (Ironside, Mannix, Ulice San Francisco, Starsky i Hutch, Święty z Rogerem Moorem, Nietykalni jako „Kapitały Al Capone” czy Columbo – niektóre seriale były nadawane w paśmie „Kino Nocne”), amerykańsko-brytyjski serial dokumentalny Historia muzyki rozrywkowej Tony'ego Palmera, czy transmisje z wyścigów Formuły 1, meczów ligi angielskiej, Wimbledonu itd. Wśród filmów, które miały swoją premierę na antenie Studia 2, można znaleźć tak znane tytuły jak np.: Lolitę, Układ, Barbarellę, Kabaret, Powiększenie, Śmierć w Wenecji, Klute, Z zimną krwią, Wielką ucieczkę i Pamiętnik szalonej gospodyni.
Na początku lat 80. Studio 2, podobnie jak reszta oferty telewizyjnej ze względu na panujący kryzys gospodarczy (oraz ze względu na zwiększanie ilości wolnych sobót) zubożało, zmieniło nieco formułę oraz scenografię i prowadzących, wróciło (od 14 listopada 1981) na niemal 2 lata do Programu Drugiego, gdzie od tej pory nadawane było w każdą sobotę i niedzielę. W tym czasie nie miało już zbyt wiele wspólnego z programem wymyślonym i realizowanym w latach 70. przez Mariusza Waltera. Przygotowywane i prowadzone przez inny zespół Studio 2 stało się blokiem prezentującym nieco bardziej atrakcyjne niż na co dzień programy weekendowe. Wśród nich były takie programy jak:
- Kalejdoskop filmowy Kino-oko – magazyn filmowy Jerzego Trunkwaltera, w którym emitowano odcinki seriali naukowych i filmy dokumentalne,
- Magazyn reporterów Flesz – magazyn reporterski Jacka Snopkiewicza,
- Słowno-muzyczny magazyn egzotyczny
- Magazyn pana Manna – magazyn muzyczny Wojciecha Manna,
- Magazyn antymotoryzacyjny „Pieszo bliżej” – program na temat wad motoryzacji i życia bez niej,
- Bliżej natury – program Andrzeja Skarżyńskiego o życiu w zgodzie z naturą.

W tamtym czasie repertuar filmowy składał się głównie z filmów archiwalnych prezentowanych w cyklu W starym kinie, powtórek seriali dawniej emitowanych (chociaż zdarzały się premiery seriali wcześniej niepowtarzanych) oraz z filmów polskich prezentowanych przez Filmotekę Narodową.
W nocy z 12 na 13 grudnia 1981 emisja Studia 2, jak i całej telewizji razem z radiem została przerwana podczas emisji włoskiego filmu kryminalnego „Święty Michał miał koguta” z powodu wprowadzenia stanu wojennego przez Wojciecha Jaruzelskiego. Parę miesięcy później 3 kwietnia 1982 Studio 2 powróciło na antenę Programu Drugiego. W tym czasie gospodarzami programu były trzy pary prezenterów, każda prowadziła program przez cały weekend co 3 tygodnie. Jedną z par stanowili Edyta Wojtczak i Andrzej Skarżyński. 
Ostateczne pożegnanie ze „Studiem 2” nastąpiło 26 czerwca 1983. Po wakacjach tego roku Dwójka rozpoczęła nadawanie 1 października 1983 w weekendy bloki zatytułowane „Sobota w Dwójce” i „Niedziela w Dwójce”, które przejęły one część dawnych programów Studia 2 i były jego pośrednimi kontynuacjami.
W latach siedemdziesiątych (począwszy od marca 1977) niejako uzupełnieniem dla Studia 2 był (również nadawany w soboty) blok programowy Studio 8 – jego nazwa pochodziła od liczby regionalnych ośrodków TVP działających w tamtym czasie, przygotowujących poszczególne ogniwa programu, które nie mogły zmieścić się w Studia 2. Prezenterem „Studia 8” był m.in. dziennikarz Bronisław Cieślak, znany już wówczas z aktorskich kreacji w serialu Krzysztofa Szmagiera 07 zgłoś się i serialu Andrzeja Twerdochliba Znaki szczególne. Trzecim całodziennym blokiem programowym Telewizji Polskiej, ukazującym się obok Studia 2 i „Studia 8” w latach 70. i na początku lat 80. był blok Tylko w niedzielę, a czwartym blokiem programowym było „Studio Bis”, które powtarzało, jak i emitowało niektóre programy Studia 2. Piątym blokiem programowym było „Spotkajmy się raz jeszcze”, a szóstym blokiem był „Kosmos” autorstwa Wandy Konarzewskiej nadawany na przełomie lat 70. i 80. w Programie Drugim w popołudnia i wieczory.
Ostatnio, w pewnym zakresie, do tradycji Studia 2 zgodnie z deklaracjami autorów – nawiązywał nadawany jesienią 2007 w TVN coniedzielny program Studio Złote Tarasy prowadzony w duetach przez Martynę Wojciechowską i Maxa Cegielskiego oraz Ewę Drzyzgę i Mateusza Kirsteina, jednak po kilku miesiącach zawieszono nadawanie programu. Osobą łączącą oba projekty był pomysłodawca Studia 2 i założyciel TVN-u – Mariusz Walter.

## Przykładowe programy Studia 2
- 13 listopada 1976 (na podst. Życia Warszawy nr 271/76)

10:30 Studio 2 – omówienie programu, rozpoczęcie akcji specjaliści FSO przy telefonach serwis dla Polskiego Fiata, piosenka na dobry początek
10:45 Piosenki na zamówienie
10:55 Nasi goście – racjonalizatorzy z FSO
11:00 Grand Prix FSO – losowanie i start do wyścigu, sprawozdawca J.Ciszewski
11:10 Informacyjny Magazyn Muzyczny
11:25 Nasz gość
11:30 Grand Prix FSO – relacja z wyścigu
11:35 Co o tym myślicie – przed kamerami użytkownicy polskiego Fiata
11:45 Piosenka na zamówienie
11:50 Grand Prix FSO – relacja z trasy
11:55 Transmisja z meczu piłkarskiego o mistrzostwo I ligi
12:45 DTV
12:50 Specjaliści FSO przy telefonach – serwis dla polskiego Fiata
13:00 Sport i balet – Grand Prix FSO (zakończenie i balet holenderski Lee Jackson)
13:20 Specjaliści FSO przy telefonach, z filmoteki FSO „Żerań – fabryka jutra”
13:30 Mistrzostwa Polski kierowców amatorów
13:45 „Jak zabić świętego” – odc. serialu „Święty”
14:35 Nasz gość
14:40 Skrzydlaty samochód – felieton filmowy
14:45 Specjaliści FSO przy telefonach, z filmoteki FSO „Rekord”
14:55 Muzyczna forpoczta naszych przyjaciół
15:05 Tak było – filmowa historia FSO
15:15 Wielki turniej tenisowy ze Sztokholmu, sprawozdawca B. Tomaszewski
15:45 Urządzamy nasze mieszkanie
15:50 Specjaliści FSO przy telefonach, z filmoteki FSO „Safari”
16:00 Goście pana Zygmunta: red. Z. Broniarek rozmawia z Jackiem Gmochem
16:20 Muzyka i dobre obyczaje
16:30 Krótkofalowcy w Studiu 2
16:40 O nim się mówi – przy telefonie Adam Makowicz
16:55 Nasz gość
17:00 Dzień dobry kapitanie – relacja z powrotu do kraju kpt. Jaworskiego
17:10 Specjaliści FSO przy telefonach, wystawa kwiatów
17:20 Samochodowa gala – reż. Wowo Bielicki, wyk. Danuta Rinn, Urszula Sipińska, Antonina Zmakowa, Patrycja Lavilla, Zuza Koncz, Durdica Milcewicz, zespół 2+1, zespół Sebastian, zespół baletowy Sabat, zespół baletowy Fanat, zespół baletowy TV
18:00 Wielki turniej tenisowy ze Sztokholmu
18:20 Konferencja prasowa z dyrekcją FSO
18:50 Lekcja języka polskiego – doc. Walery Pisarek
19:00 Dobranoc
19:30 Wieczór z Dziennikiem
20:40 ABBA w Studio 2 – scen. i reż. T. Dembiński
21:20 „Sprawa Sawinkowa” – film sens. prod. radz.
23:10 Właśnie leci kabarecik
23:40 III tercja meczu hokejowego Czechosłowacja – ZSRR, sprawozdawca S. Rzeszot
0:10 „Czarne południe” – kino nocne
1:30 DTV
1:35 Zakończenie
- 3 września 1977 (na podst. Życia Warszawy nr 208/77)

13:45 Studio 2 – piosenka na dobry początek
13:50 Szkoła 1988 – na pytania związane z 10-letnią średnią szkołą ogólnokształcącą odpowiadają w studio eksperci
13:55 Śpiewa Swietłana Riezanowa
14:10 Dziennik
14:15 Dwa zdania dla Studia 2 – rep. z planu filmu muzycznego w reż. Klausa Lindemana
14:20 Jak to jest – przed kamerami kapitan MO Jerzy Lipiński
14:30 Muzyka i dobre obyczaje
14:35 Nasz gość – Andrzej Mularczyk
14:45 Szkoła 1988
14:50 „Cosmos 1999” odc. pt. „Koniec wieczności”
15:40 Paryż rzadko oglądany – film dok.
16:00 Po Sopocie
16:05 Lekcja języka polskiego – prow. doc. Walery Pisarek
16:15 Nasz gość – Maria Chruściewicz, mistrzyni świata stenografii
16:25 Grand Prix Studia 2 – wyścigi konne na Służewcu
16:45 Szkoła 1988
16:50 Korespondent TV ZSRR przedstawia
17:10 Po Sopocie
17:15 Polska z lotu ptaka – film dok.
17:35 Nasz gość – Ryszard Kapuściński
17:50 „Nakia” – odc. pt. „Wzbierający gniew” – serial krym.
18:40 Nasz gość – Wojciech Pszoniak
18:50 Szkoła 1988
19:00 Dobranoc dla najmłodszych i program dla młodzieży
19:30 Wieczór z Dziennikiem
20:30 Muzyka i sport – transmisja bezp. z finału pucharu świata w lekkiej atletyce w Düsseldorfie
22:15 W hołdzie Ravelowi – Bolero. Orchestre Nationale de France pod dyr. Leonarda Bernsteina (pr. tv. franc.)
22:40 „Dola i niedola sławnej Moll Flanders” – ang. film. obyczajowy. Wyłącznie dla widzów dorosłych.
0:20 Wiadomości dziennika
0:25 W hołdzie Ravelowi – La Valse
1:00 Zakończenie programu
- 8 kwietnia 1978 (na podst. Życia Warszawy nr 83/78)

15:00 Omówienie programu
15:10 Wiadomości dziennika
15:15 Teleturniej „Kolekcjonerzy”
15:35 Rodziny muzykujące – państwo Szultzowie z Osiecznej
15:45 Nasz gość – dyr. Leszek Gniazdowski opowie o tym co słychać przed sezonem wyścigów konnych na Służewcu
15:55 Świat owadów – film przyrodniczy
16:25 Jak to jest? – przed kamerami kpt. Jerzy Lipiński
16:35 Światło i dźwięk
16:55 Gra Poznańska Orkiestra PRiTV
17:05 Gdzie diabeł nie może... – reportaż o górskich wspinaczkach
17:20 Nasz gość
17:30 Klub Alfa – program sensacyjno-naukowy
17:55 Jak szybko mijają chwile – felieton
18:00 Willis Conover przedstawia
18:10 Konstanty Kulka
18:40 Nasz gość
18:45 Gra Poznańska Orkiestra PRiTV
19:00 Dobranoc dla dzieci oraz Siódemka
19:30 Wieczór z Dziennikiem
20:35 „Idealny plan” – film z serii „Kulisy śledztwa”
21:25 Informacje o programie niedzielnym
21:35 Studio Mundial 78
21:50 Dyryguje Leopold Stokowski. Koncert fortepianowy F-dur G. Gershwina
22:15 „Legenda Safari” (fragmenty filmów) – w studio Sobiesław Zasada
22:35 Śpiewa Afric Simone
23:05 „Klute” – film kryminalny, reż.Alan i J.Pakula
0:50 Wiadomości dziennika
0:55 Muzyczne obrazy Malczewskiego – wid. muzyczno-pantomimiczne z udziałem zespołu SBB oraz Teatru Studio Wizji i Ruchu z Lublina
1:15 Willis Conover, Joe Wiliams i Clark Ferry’s Jolly Giants dla Studia 2
1:40 Zakończenie programu
- 3 marca 1979 (na podst. Życia Warszawy nr 50/79)

13:00 Rozpoczęcie programu, piosenka na dobry początek
13:05 Zecchino d’Oro – włoski program rozrywkowy dla dzieci
13:30 Wiadomości dziennika
13:35 Zimowe rady Sobiesława Zasady
13:45 3x5 – przed kamerami A. Słodowy, J. Lipiński, E. Koczorowski (porady Studia 2)
14:05 Renata Danel śpiewa dla Studia 2
14:25 Adeli i Franciszka opowieść o wojennej miłości – rep. film.
15:00 Piosenki 35 lat – plebiscyt Studia 2 i Studia Gama, w studio Irena Santor i Piotr Figiel
15:10 Kobiety – rep. film.
15:25 Fono Foto – Ryszard Wójcik przedstawia
15:40 „Cosmos 1999” odc. pt. „Syndrom Odporności” film prod. TV ang.
16:30 Gość Studia 2
16:40 Wojciech Młynarski i siostry Winiarskie – pr. rozr.
17:00 Relacja z biegu Piastów – cz.1
17:10 Inauguracja sezonu piłkarskiego, mecz Ruch-Wisła
18:00 Relacja z biegu Piastów – cz.2
18:05 Stały fragment gry – rep. film.
18:30 Mężczyzna na niepogodę – pr. rozr.
18:50 Męczennicy w dyrektorskich fotelach – opowiada Bogusław Kaczyński
19:00 Dobranoc i Siódemka
19:30 Wieczór z Dziennikiem
20:20 „Życie na gorąco” 1 odc. filmu fab. TV polskiej
21:50 Wiadomości dziennika
21:55 Godzina z Aleksandrem Bardinim – rozmowy z kandydatami na prezenterów
23:00 Misterium magiczne – film baletowy
23:30 Kino nocne: „Jory” film fab. prod. amerykańskiej